# Volveré
"Volveré" ("I'll be back" en la versión original) es una frase asociada al actor Arnold Schwarzenegger que utilizó en 1984 en la película de ciencia ficción The Terminator. 
El 21 de julio de 2005, el American Film Institute, la colocó en el puesto #37 de la lista de las mejores 100 frases de películas de todos los tiempos.

## Contexto
En el contexto de The Terminator, el personaje de Schwarzenegger utiliza la frase en la escena en la que el agente de policía le pide que se siente y le niega la entrada a una comisaría de policía. Al momento vuelve con el coche de policía, destrozando las puertas, y comenzando una masacre en el edificio.

## Variantes
Desde Terminator, las variantes de la frase han sido usadas por Schwarzenegger en varias películas en las que él aparece. La frase se ha vuelto tan asociada a Schwarzenegger que las celebridades, a menudo cómicos, suelen recitar con acento austriaco de burla.
- The Terminator (1984) - "I'll be back". Dicha por Terminator después de denegarle la entrada a la comisaría de policía. Arnold dijo que no pensó mucho en la trascendencia de la frase durante el rodaje de la película.
- Terminator 2: el juicio final (1991) - "Stay here, I'll be back." (1:53:47) Dicha por Terminator a Sarah y John Connor durante la evacuación del edificio de Cyberdyne. El personaje vuelve conduciendo un camión por la puerta principal para rescatar a los protagonistas humanos atrapados en el interior, haciendo referencia a la misma escena en la primera película.
- Terminator 3: La rebelión de las máquinas (2003) - "She'll be back", dicha por Terminator haciendo referencia a su enemigo, el androide T-X, y "I'm back!" después de volar un helicóptero en la antesala de un búnker militar, al salir de los restos. La última vez en usarla, "I'm back" se refiere a su regreso a la lealtad y la lealtad con los protagonistas, después de haber sido "corrompido" por el T-X. Schwarzenegger también la utiliza en la intro del DVD.
- Terminator: The Sarah Connor Chronicles (2008-2009) - "We're back", dicho en el episodio piloto por Cameron Phillips, a Terminator.
- Terminator: The Sarah Connor Chronicles (2008-2009) - "He won't be back," dicha en el episodio "Mr. Ferguson is Ill Today," por Derek Reese.
- Terminator Salvation (2009) - "I'll be back." Dicho por John Connor después de su esposa Kate Brewster le preguntase: "What should I tell your men when they find out you're gone?"
- Terminator Génesis (2015) - Es dicha por "El Abuelo" (Schwarzenegger), mientras salta en pleno vuelo desde el helicóptero que los lleva a Cyberdyne para embestir a otro helicóptero.
- Terminator: Dark Fate (2019) - Cuando las protagonistas ven que Carl (Schwarzenegger) se despide de su esposa e hijo para ir a enfrentar al REV-9 le preguntan que les dijo, a lo que el ciborg responde "Que ya no volveré".

### En otras películas
Además de ser el eslogan de Terminator, también es frase de moda personal de Schwarzenegger y trata de incluirla en la mayoría de sus películas o apariciones públicas.
- Commando (1985) - "I'll be back, Bennett!", antes de ser puesto en un avión contra su voluntad, a instancias del villano Bennett (Vernon Wells). Bennett ansiosamente replica, "I'll be waiting John."
- Perseguido (1987) - "Killian, I'll be back!", dicho en el reality por Damon Killian (Richard Dawson), que no espera que el personaje de Schwarzenegger pueda sobrevivir a la emisión. La respuesta de Killian es:, "Only in a rerun."
- Ejecutor (1986) - "I'll be right back", dicho por Mark Kaminski (Schwarzenegger) a Max Keller (1:14:02).
- Los gemelos golpean dos veces (1988) - "If you're lying to me, I'll be back!" (0:58:40-43), al médico que dirigió el experimento que lo creó.
- Total Recall (1990) - "I'll be back!", mientras es llevado de vuelta a Recall.
- El último gran héroe (1993) - Es usada tres veces. "I'll be back.... Ha! Bet you didn't expect me to say that!" (0:40:56-0:41:01), como dijo Jack Slater, un personaje interpretado por Schwarzenegger en una película-dentro-de-la-película. Schwarzenegger también se interpreta a sí mismo en la película real. Madigan contesta: "You always say that." "I do?" "Everybody waits for you to say it. It is like your calling card." La segunda vez Madigan habló con Slater y le dijo: "I'll be back. I know. I know." (0:46:10-11). y la tercera fue Ripper quien le dijo esta frase a Slater (1:44:45-49). Slater contestó: "The hell you will".
- Un padre en apuros (1996) - En la película le dice el personaje de Schwarzenegger a su esposa: "I'll be back with the doll later…".
- El Sexto Día (2000) - El personaje de Schwarzenegger al visitar una tienda de 're-mascotas' y nota que hay un 'sim-pal' fuera de posición. Se vuelve hacia el vendedor: "I might be back".
- The Expendables 2 (2012) - Es usada dos veces. La primera vez, Mauser, el personaje de Schwarzenegger dice: -"he vuelto". La segunda dice: -"volveré", aludiendo que atacará a los enemigos que les disparan, pero Church (Bruce Willis) se le adelanta mientras le contesta "No, esta vez yo volveré".

### Otros usos

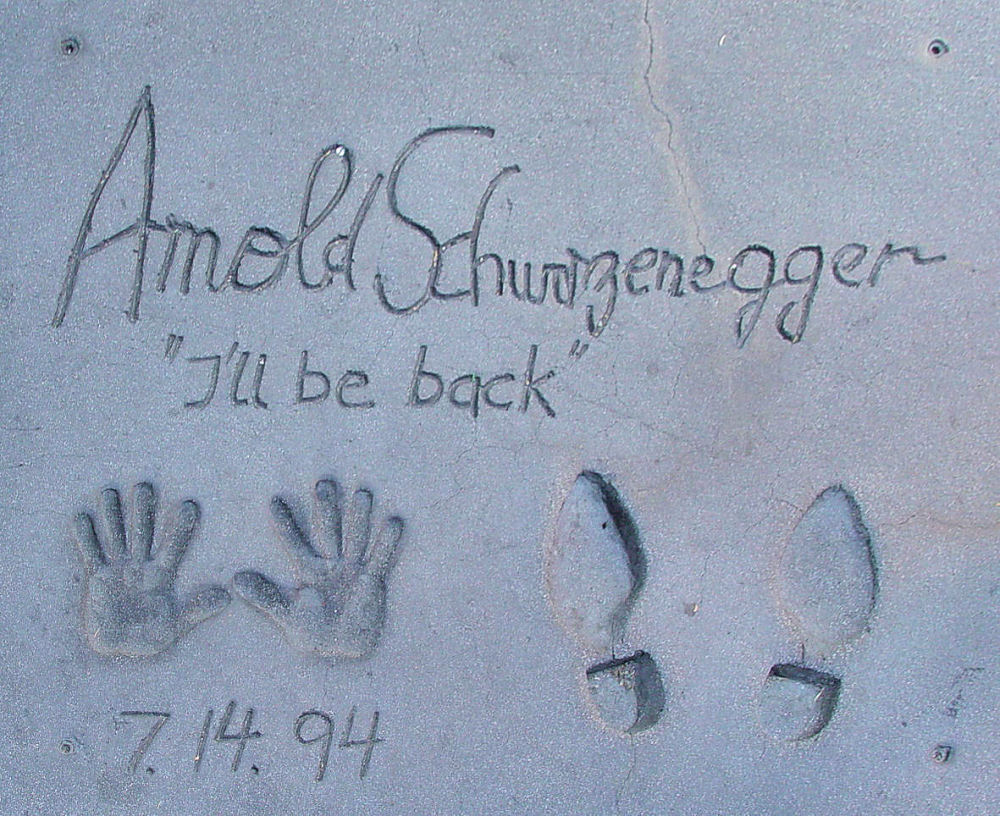
"I'll be back" en cemento.

Schwarzenegger ha utilizado la expresión en los discursos públicos como parte de su carrera como gobernador del estado de California.